# Adolf Iofe
Adolf Abrámovich Iofe (en ruso: Адольф Абрамович Иоффе, también conocido como Adolph Iofe, Adolf Ioffe o, a veces, Yoffe, en distintas transliteraciones de su nombre y apellido; Simferópol, 10 de octubrejul./ 22 de octubre de 1883greg.-Moscú,  16 de noviembre de 1927) fue un político y revolucionario judío ruso miembro del Comité Interdistrito, más tarde del Partido bolchevique y diplomático.

## Biografía

### Carrera revolucionaria

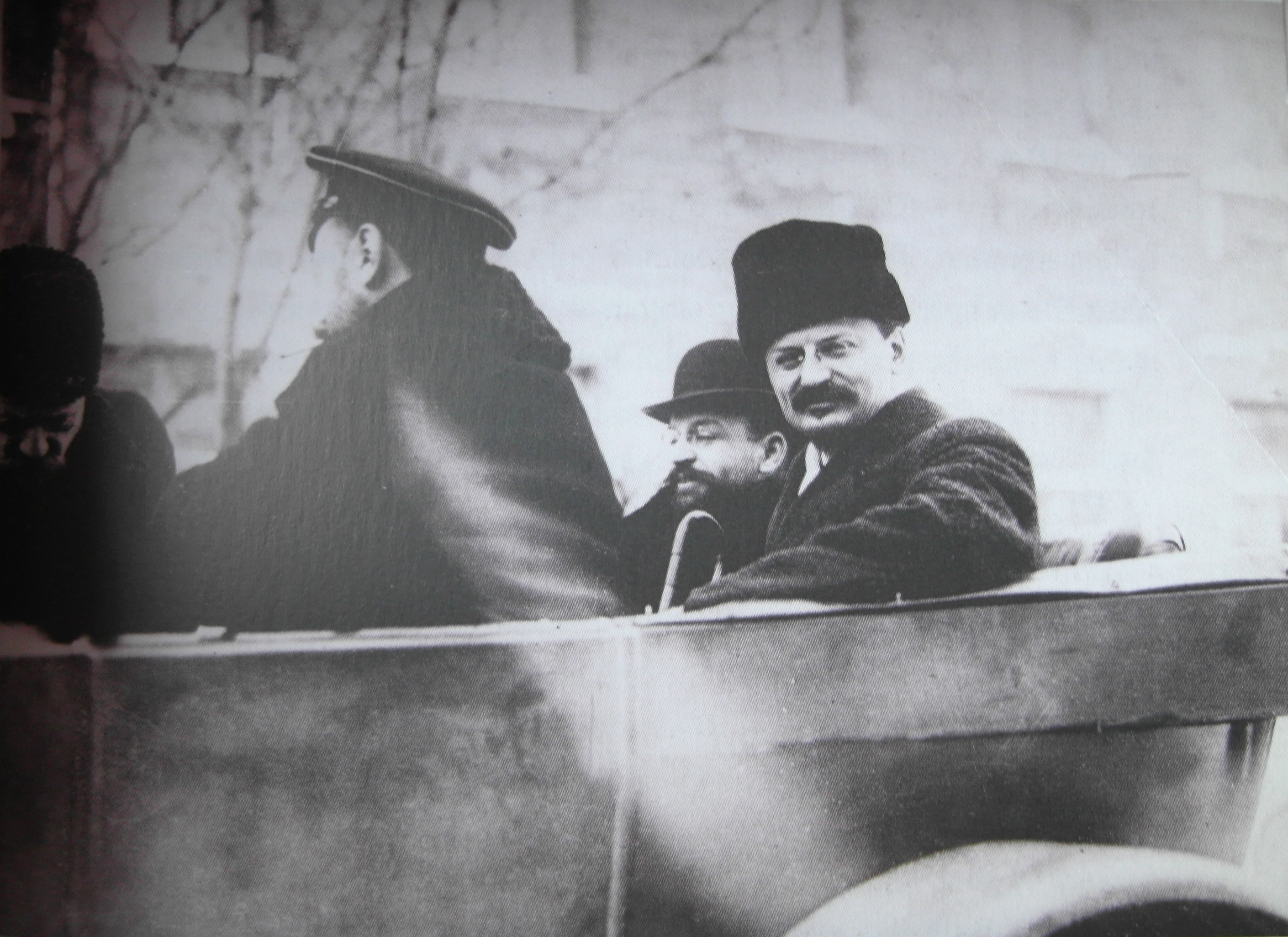
Iofe, en el centro con bombín, junto a Trotski en Brest-Litovsk a finales de 1917. Iofe mantuvo estrechas relaciones con este desde comienzos de siglo hasta su muerte.

Iofe nació en Simferópol, Crimea (entonces parte del Imperio ruso y actualmente en Ucrania), en una familia judía caraíta acomodada. Se hizo socialdemócrata en 1900 cuando aún se encontraba en la escuela secundaria. Se afilió al Partido Obrero Socialdemócrata de Rusia en 1902, pero no se adhirió a ninguna de las corrientes, bolchevique y menchevique, surgidas en el II Congreso del Partido. Al año siguiente se lo envió a Bakú, de donde hubo de huir para evitar ser detenido. Fue enviado entonces a Moscú, pero hubo de huir nuevamente, esta vez al extranjero. Tras finalizar sus estudios de secundaria y dado que se lo consideraba políticamente sospechoso, no pudo continuar su formación en Rusia y pasó al extranjero para estudiar medicina. En Berlín, participó en actividades de los socialdemócratas alemanes y rusos.
Tras los sucesos del domingo sangriento, Iofe regresó a Rusia y participó activamente en la revolución de 1905 en Crimea. A comienzos de 1906, se vio obligado a exiliarse de nuevo y vivió en Alemania hasta que se lo expulsó en mayo del mismo año. En Zúrich estudió derecho.
Mientras residió en Rusia, Iofe se alineó con la fracción menchevique del partido pero, tras trasladarse a Viena en mayo de 1908 como estudiante, se acercó a la postura de Trotski y le ayudó a editar Pravda entre 1908 y 1912, mientras estudiaba medicina y psicoanálisis. Utilizó asimismo la fortuna familiar para el mantenimiento del periódico. Durante su estancia en Viena, se lo trató de un trastorno nervioso que sufrió el resto de su vida.
Se lo detuvo en 1912 mientras se encontraba en Odesa, se lo envió a prisión durante diez meses y posteriormente se lo exilió en Siberia.

#### La revolución de 1917
En 1917, Iofe, liberado de su exilio interior en Siberia tras la Revolución de febrero, volvió a Crimea. Los socialdemócratas de Crimea decidieron enviarlo a la capital como su representante pero, su acercamiento a posiciones internacionalistas revolucionarias le impidió muy pronto permanecer en una organización dominada por los moderados mencheviques. Decidió entonces unirse a Trotski, que acababa de regresar del extranjero.
En mayo, ambos se afiliaron a la corriente intermedia de los mezhraiontsy, que finalmente se fusionó con los bolcheviques en el VI Congreso de este partido, celebrado entre el 26 de juliojul./ 8 de agosto de 1917greg. y el 3 de agostojul./ 16 de agosto de 1917greg.. En el congreso, Iofe fue elegido como miembro del comité central, aunque sin derecho a voto. Dos días después fue nombrado por el Comité miembro permanente, mientras muchos de sus miembros se encontraban arrestados, fugados o lejos de la capital. El 6 de agosto, fue nombrado miembro alternativo de la secretaría del comité central y el 20 se unió a la dirección del periódico bolchevique Pravda, en aquellos momentos llamado Proletary por motivos legales.
Iofe dirigió a los bolcheviques en el gobierno municipal de Petrogrado en el otoño de 1917 y fue uno de los delegados de la Duma en la conferencia democrática de mediados de septiembre (14 al 22 del mes). Iofe, junto con Lenin y Trotski, se opuso a la participación del partido en la asamblea consultiva anterior a la elección del Parlamento, pero la moción fue aprobada en la conferencia por la mayoría de los delegados bolcheviques, que le hicieron representante en la asamblea. Dos semanas más tarde, cuando la facción más radical de los bolcheviques impuso su criterio, los delegados bolcheviques abandonaron la asamblea. Durante el otoño, participó como delegado del partido en diversos organismos: el Ayuntamiento de la capital, el comité central, el Preparlamento o la Asamblea Constituyente.
En octubre de 1917, Iofe apoyó la postura a favor de la revolución defendida por Lenin y Trotski, oponiéndose a Grigori Zinóviev y Lev Kámenev, que mantenían una posición más moderada, y reclamó su expulsión del partido. Iofe fue presidente del Comité Militar Revolucionario de Petrogrado, que depuso al Gobierno Provisional Ruso entre el 26 de octubrejul./ 8 de noviembregreg. y el 26 de octubrejul./ 8 de noviembre de 1917greg.. Inmediatamente tras el golpe, Iofe se alineó con Lenin y Trotski en su oposición a compartir el poder con los demás partidos socialistas, como defendían otros miembros del comité central del partido como Zinóviev, Kámenev, Alekséi Rýkov y otros.

#### Brest-Litovsk

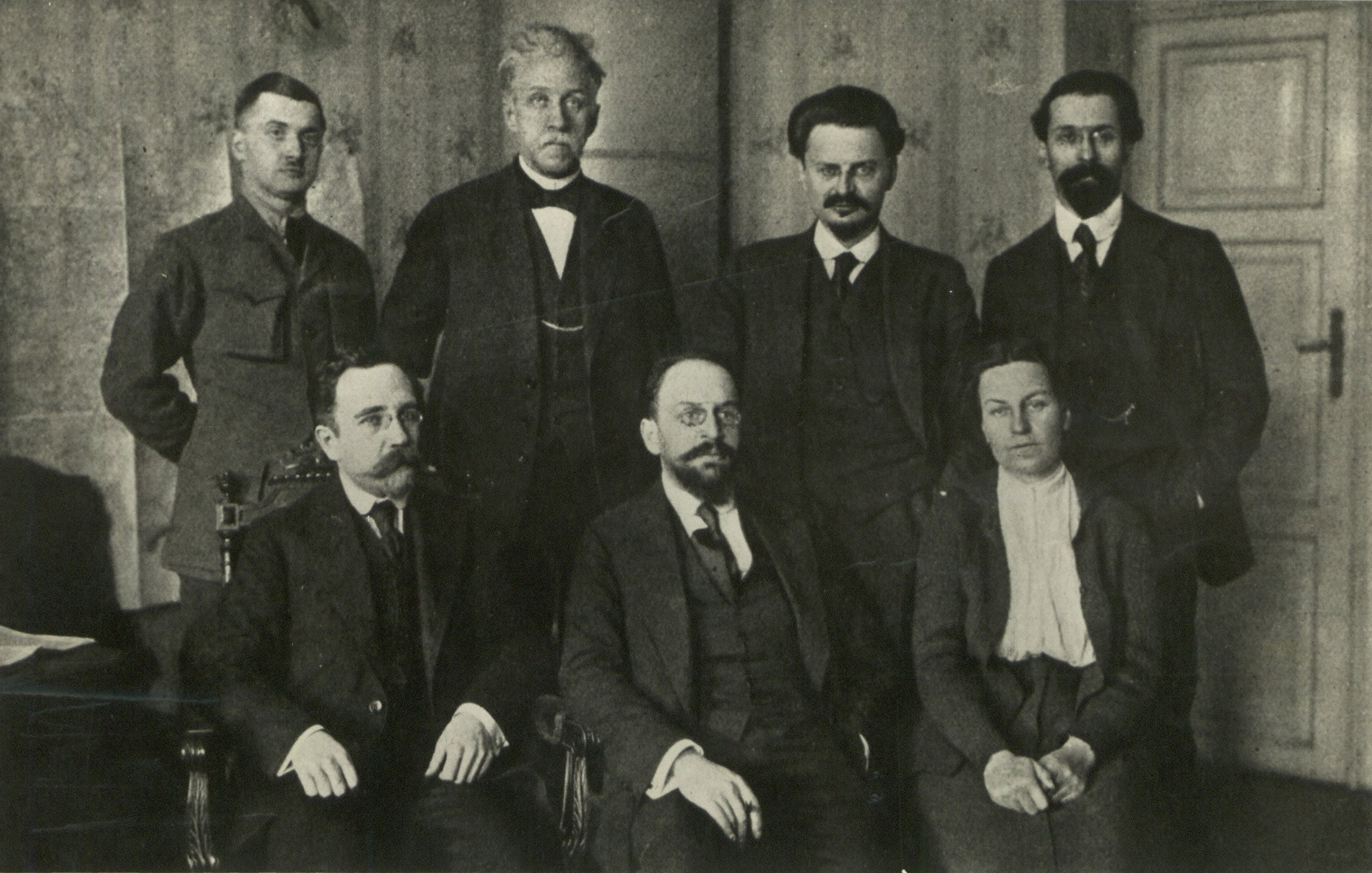
Iofe, sentado en el centro, junto al resto de miembros de la delegación soviética en Brest-Litovsk.

Del 30 de noviembre de 1917 hasta enero de 1918, Iofe encabezó la delegación soviética en las negociaciones de paz del Tratado de Brest-Litovsk con las Potencias Centrales. El 22 de diciembre de 1917 Iofe anunció los requisitos bolcheviques para alcanzar la paz:
- No habría anexiones de los territorios ocupados durante la guerra.
- Devolución de la independencia a los países que la habían perdido durante la lucha.
- Las nacionalidades que hubiesen sido independientes antes de la guerra podrían decidir si deseaban mantener su independencia en un referendo.
- Las regiones multiculturales debían administrarse como tales, permitiéndose el desarrollo de todas las culturas de manera autónoma.
- No habría pago de indemnizaciones de guerra. Las pérdidas privadas se compensarían a través de un fondo internacional.
- La cuestión de las colonias se dirimiría de acuerdo a los puntos 1 al 4.

A pesar de haber firmado el alto el fuego del 2 de diciembre, Iofe apoyó a Trotski en su negativa a firmar el tratado de paz en febrero de 1918, antes las exigencias del enemigo. Al decidir el Comité Central del partido la aceptación de las condiciones, Iofe permaneció en la delegación a su pesar y solo como miembro asesor. Fue uno de los principales miembros de la delegación que regresó finalmente a firmar el tratado de paz con los imperios.
Sobre Iofe en Brest escribió más tarde el representante austrohúngaro Ottokar Czernin:

El jefe de la delegación rusa es judío, de nombre Iofe, que acaba de ser liberado de Siberia [...] Tras la comida tuve una conversación con el señor Iofe. Sus teorías se limitan a aplicar universalmente el derecho de autogobierno de las naciones de la manera más amplia posible. Las naciones liberadas deben entonces mantener relaciones cordiales entre sí [...] Le advertí que no teníamos intención de seguir el ejemplo ruso y de que no permitiríamos intromisiones en nuestros asuntos internos. Si se mantenía en su postura utópica no podríamos alcanzar la paz y él haría bien en marcharse en el próximo tren. El señor Iofe me miró sorprendido con su mirada dulce y permaneció en silencio durante un rato. Luego continuó en un tono amistoso, casi suplicante, que no olvidaré: «Deseo verdaderamente pensar que podremos llevar la revolución también a su país...»

En el VII Congreso Extraordinario del Partido Bolchevique, celebrado entre el 6 y el 8 de marzo de 1918, Iofe fue reelegido para el Comité Central, pero como miembro sin voto. Permaneció en Petrogrado cuando el Gobierno se trasladó a Moscú ese mismo mes y trabajó en la Oficina del Comité Central en esa ciudad hasta que, en abril, se lo nombró representante soviético en Alemania. Fue el primer embajador soviético en Berlín. El 27 de agosto de 1919, firmó el Tratado Suplementario Germano-soviético, resultado de las largas negociaciones económicas bilaterales que habían comenzado en la primavera. El 5 de noviembre de 1918, apenas unos días antes de la firma del Armisticio de Compiègne, la legación soviética fue expulsada del país, acusada de planear un alzamiento comunista. Desde marzo, se opuso en vano al nombramiento de Gueorgui Chicherin como comisario de Asuntos Exteriores.

### Carrera diplomática
En 1919-1920, Iofe fue miembro del Consejo del Trabajo y la Defensa y comisario del pueblo (ministro) para el Control Estatal de la República Soviética de Ucrania. En el VIII congreso del partido en marzo de 1919, no resultó reelegido para el comité central y, en adelante, nunca volvió a ocupar un puesto destacado en la dirección. Hasta 1925, desempeñó importantes misiones diplomáticas para la Comisaría de Exteriores.
En octubre de 1920, negoció un alto el fuego con Polonia y los tratados de paz con Estonia (Tratado de Tartu), Letonia y Lituania a finales del mismo año. En 1921 firmó el Tratado de Paz de Riga que puso fin a la guerra con Polonia. El mismo año, se lo nombró vicepresidente de la Comisión del Sóviet Supremo y el Sovnarkom (Gobierno) para el Turquestán.
Iofe fue uno de los delegados soviéticos en la Conferencia de Génova de febrero de 1922 y, tras el abandono soviético de la misma, partió como embajador a China. En 1923, firmó un acuerdo con Sun Yat-Sen en Shanghái por el que su gobierno se comprometía a ayudar a los nacionalistas del Guomindang a cambio de que estos cooperasen con el Partido Comunista Chino, con el probable apoyo de Lenin. Durante su estancia en China, Iofe viajó a Japón en junio de 1923 para aclarar las relaciones entre los dos países. Las negociaciones fueron arduas y finalizaron cuando Iofe hubo de regresar a Moscú por una grave enfermedad. Tras recuperarse parcialmente, Iofe participó en la delegación soviética que marchó a Gran Bretaña en 1924 y, entre 1924 y 1926, representó a su país en Austria. En 1926, el empeoramiento de su salud y sus desavenencias con la cúpula le llevaron a retirarse de la mayoría sus las actividades. Trató de centrarse en la enseñanza, pero su enfermedad se lo dificultó.
Regresó de Tokio gravemente enfermo de tuberculosis y polineuritis a comienzos de 1927. Se lo nombró ayudante de Trotski en una comisión; este defendió que se concediese a Iofe el tratamiento en el extranjero que necesitaba, pero el politburó lo rechazó por caro (mil dólares).

### Oposición y suicidio
Iofe mantuvo su amistad y apoyo a Trotski durante los años veinte, uniéndosele en la oposición de izquierda.
Ya a finales de 1927, se encontraba gravemente enfermo, postrado y sufría grandes dolores. Tras rechazar altos puestos de dirección en el partido, controlado ya entonces por Stalin, se rechazó su solicitud de traslado al extranjero para recibir tratamiento médico. Iofe había solicitado pagarse el viaje con los ingresos de la publicación de sus memorias, que Stalin prohibió, además de privarle de tratamiento en la URSS o de negarle el permiso para salir del país. Posteriormente ocurrió la expulsión del partido de Trotski el 12 de noviembre de 1927 y Iofe se suicidó poco después, el 16 de noviembre. Dejó una carta de despedida a Trotski en la que indicaba que su muerte era una forma de protestar por la expulsión del partido de aquel y de Grigori Zinóviev. Fue confiscada por la policía secreta y utilizada posteriormente por los partidarios de Stalin para desacreditar a los dos. El discurso de Trotski durante el funeral de Iofe —al que asistieron unas 4000 personas— fue el último que dio en público antes de abandonar la Unión Soviética y la última reunión pública de la oposición de izquierdas.
La hija de Iofe, Nadezhda Iofe, partidaria activa de Trotski, sobrevivió a las prisiones estalinistas y a los campos de trabajo y publicó unas memorias: Regreso al pasado: mi vida, mi destino y mi época.